# Садлі (Вірджинія)
Садлі (англ. Sudley) — переписна місцевість (CDP) в США, в окрузі Принс-Вільям штату Вірджинія. Населення — 19 008 осіб (2020).

## Географія
Садлі розташоване за координатами 38°47′12″ пн. ш. 77°29′57″ зх. д. / 38.78667° пн. ш. 77.49917° зх. д. (38.786599, -77.499130).  За даними Бюро перепису населення США в 2010 році переписна місцевість мала площу 7,22 км², з яких 7,18 км² — суходіл та 0,05 км² — водойми.

## Демографія
Згідно з переписом 2010 року, у переписній місцевості мешкали 16 203 особи в 5114 домогосподарствах у складі 3610 родин. Густота населення становила 2243 особи/км².  Було 5377 помешкань (744/км²).
Расовий склад населення:
| - 50,7 % — білих - 15,4 % — чорних або афроамериканців - 6,1 % — азіатів - 0,9 % — корінних американців - 0,2 % — вихідців з тихоокеанських островів - 21,2 % — осіб інших рас |

До двох чи більше рас належало 5,4 %. Частка іспаномовних становила 37,7 % від усіх жителів.
За віковим діапазоном населення розподілялося таким чином: 27,3 % — особи молодші 18 років, 65,4 % — особи у віці 18—64 років, 7,3 % — особи у віці 65 років та старші. Медіана віку мешканця становила 31,5 року. На 100 осіб жіночої статі у переписній місцевості припадало 105,4 чоловіків;  на 100 жінок у віці від 18 років та старших — 104,2 чоловіків також старших 18 років.
Середній дохід на одне домашнє господарство  становив 79 912 долари США (медіана — 66 100), а середній дохід на одну сім'ю — 82 032 долари (медіана — 67 469). Медіана доходів становила 41 865 доларів для чоловіків та 35 538 доларів для жінок. За межею бідності перебувало 10,2 % осіб, у тому числі 15,8 % дітей у віці до 18 років та 5,6 % осіб у віці 65 років та старших.
Цивільне працевлаштоване населення становило 8967 осіб. Основні галузі зайнятості: науковці, спеціалісти, менеджери — 15,6 %, роздрібна торгівля — 13,8 %, будівництво — 13,3 %.